# Liste der Wappen im Altmarkkreis Salzwedel
Diese Liste zeigt die amtlich genehmigten Wappen der Verbandsgemeinden, Städte und Gemeinden, sowie Wappen von ehemaligen Landkreisen, Verwaltungsgemeinschaften, Städten und Gemeinden im Altmarkkreis Salzwedel in Sachsen-Anhalt.

## Altmarkkreis Salzwedel und Vorgängerkreise
| Landkreis              | Wappen                              | Kommentare |
| ---------------------- | ----------------------------------- | --- |
| Altmarkkreis Salzwedel | Wappen des Altmarkkreises Salzwedel | Genehmigt durch das Ministerium des Innern des Landes Sachsen-Anhalt am 24. November 1994: „Gespalten und halbgeteilt von Silber, Gold und Blau; vorn am Spalt ein roter Adler mit goldener Bewehrung, hinten oben ein aufgerichteter blauer Löwe mit roter Zunge und Bewehrung, hinten unten ein goldener vorheraldischer ankerkreuzförmiger Beschlag.“                                                               |
| Gardelegen             |                                     | Genehmigt durch den Oberpräsidenten der Provinz Sachsen am 14. September 1938: „Geteilt; oben in Silber ein wachsender goldbewehrter roter Adler, unten in Rot ein schreitender blaubewehrter und blaubezungter goldener Löwe.“ Zum 1. Juli 1994 wurde der Landkreis Gardelegen aufgelöst und in den neugebildeten Altmarkkreis Salzwedel eingegliedert                                                                |
| Osterburg              |                                     | Gestaltet vom Magdeburger Staatsarchivrat Otto Korn (1898–1955), genehmigt durch den Oberpräsidenten der Provinz Sachsen am 29. September 1938: „Geteilt von Silber über Schwarz; oben ein wachsender goldbewehrter roter Adler; unten drei (2:1) goldene Rauten.“ Zum 1. Juli 1994 ging der Landkreis Osterburg im Landkreis Stendal auf, ein kleiner Teil im Westen des Kreisgebiets kam zum Altmarkkreis Salzwedel. |
| Salzwedel              |                                     | Genehmigt durch den Oberpräsidenten der Provinz Sachsen 17. August 1937: „Geteilt; oben in Silber ein wachsender goldbewehrter roter Adler, unten in Schwarz zwei goldene Balken.“ Zum 1. Juli 1994 wurde der Landkreis Salzwedel aufgelöst und in den neugebildeten Altmarkkreis Salzwedel eingegliedert |

## Verbandsgemeinden
| Verbandsgemeinde     | Wappen | Kommentare |
| -------------------- | ------ | --- |
| Beetzendorf-Diesdorf |        | Genehmigt durch den Landrat des Altmarkkreises Salzwedel am 16. Mai 2019: „In Rot mit von einem silbernen Wellenstab gesäumter rechter grüner Wellenflanke eine natürlich gefügte silberne Feldstetnkirche mit schindelbedachten Kirchenschiff und drei schwarzen Rundbogenfenstern, hinten der spitzbedachte und beknaufte Kirchturm mit Kreuz, zwei Rundbogen- und zwei gemeinen schwarzen Fenstern (2:1:1) und schwarzem Rundbogenportal; die Flanke belegt mit goldener Ahre mit Grannen und zwei Halmblättern; im erhöhten silbernen Schildfuß ein rotes Großsteingrab.“ |

## Städte und Gemeinden
Folgende Gemeinden führen kein Wappen:
| - Apenburg-Winterfeld - Dähre | - Kuhfelde - Rohrberg | - Wallstawe |

| Stadt oder Gemeinde             | Wappen | Kommentare |
| ------------------------------- | ------ | --- |
| Stadt Arendsee (Altmark)        |        | Gestaltet von Otto Korn, genehmigt durch den Oberpräsidenten der Provinz Sachsen am 29. September 1938: „In Silber ein goldbewehrter roter Adler über blauem Wellenschildfuß mit fünf silbernen Wellen.“ |
| Gemeinde Beetzendorf            |        | Gestaltet von Otto Korn, genehmigt durch den Oberpräsidenten der Provinz Sachsen am 1. März 1938: „In Silber über blauen Wellen eine dreitürmige rote Burg mit silbernen Dächern. Im offenen Tore drei (2:1) rote Adlerbeine.“ |
| Flecken Diesdorf                |        | Genehmigt am 1. April 1997: „In Rot ein von vier steigenden goldenen Eichenblättern bewinkeltes golden bordiertes schwarzes Kreuz mit einem Herzschild, der Herzschild schwarz-gold schräggeviert, belegt mit einer Fensterraute in verwechselten Farben.“ |
| Hansestadt Gardelegen           |        | Genehmigt am 5. Juli 2004 durch das Ministerium des Innern: „Das Wappen der Stadt ist gespalten in Silber. Es zeigt vorn am Spalt einen goldenen bewehrten roten Adler, hinten auf grünem Boden wachsend drei an grünen Stangen emporrankende grüne Hopfenranken mit Dolden und Blättern.“ Die Farben der Stadt sind Rot-Silber(Weiß)-Grün. |
| Gemeinde Jübar                  |        | Gestaltet vom Grafiker Karl Müller aus Salzwedel, genehmigt der damaligen Gemeinde Jübar durch das Ministerium des Innern am 15. Dezember 1992. Die zum 1. Januar 2010 durch Zusammenschluss der bisherigen Gemeinden Bornsen, Hanum, Jübar, Lüdelsen und Nettgau neugebildete Gemeinde Jübar beantragte in Rechtsnachfolge die Weiterführung des Wappens; genehmigt durch den Landrat des Altmarkkreises Salzwedel am 11. Mai 2010: „In Silber aus grünem Schildfuß wachsender grüner Lindenbaum mit schwarzem Stamme, rechts oben begleitet von einem schwarzbewehrten roten Adler.“                                             |
| Stadt Kalbe (Milde)             |        | Genehmigt durch den Landrat des Altmarkkreises Salzwedel am 7. Juni 2010: „Gespalten von Silber und Gold, vorn am Spalt ein roter Adler mit goldener Bewehrung, hinten aus dem Schildrand hervorbrechend ein rotes Kalb.“ |
| Stadt Klötze                    |        | In Gebrauch seit 1861: „Das Wappen der Stadt Klötze zeigt in Silber einen grünen bewurzelten Eichenstumpf mit gestümmelten Ästen, aus denen grüne Blätter treiben“ |
| Kreisstadt Hansestadt Salzwedel |        | Vor 1713 waren die Alt- und Neustadt von Salzwedel zwei getrennte Städte mit eigenen Wappen. Nach Vereinigung von Altstadt und Neustadt setzte man beide Wappen nebeneinander in einen Schild: „Gespalten in Silber; vorn ein halber roter Adler mit goldener Bewehrung und Brustspange, daneben ein aufgerichteter roter Schlüssel mit rückgewendetem Bart; hinten ein roter Adler mit goldener Bewehrung und Brustspangen, in den Fängen zwei liegende rote Schlüssel pfahlweise, über die Schwingen gestülpt zwei stahlfarbene Kübelhelme mit schwarzem goldverziertem Flug, in der Halsbeuge ein sechseckiger goldener Stern.“ |

### Ehemalige Städte und Gemeinden
| Stadt oder Gemeinde         | Wappen | Kommentare |
| --------------------------- | ------ | --- |
| Flecken Apenburg-Winterfeld |        | |
| Flecken Apenburg            |        | Gestaltet von Otto Korn, genehmigt durch den Oberpräsidenten der Provinz Sachsen ????: „Gespalten von Silber und Blau; vorn ein goldbewehrter, gezungter roter Adler am Spalt, hinten ein nach rechts gewendeter goldener Affenrumpf mit einem roten Halsband mit goldenem Ring.“ Zum 1. Juli 2009 schlossen sich der Flecken Apenburg sowie die Gemeinden Altensalzwedel und Winterfeld zum neugebildeten Flecken Apenburg-Winterfeld zusammen. |
| Gemeinde Winterfeld         |        | Genehmigt durch den Landrat des Altmarkkreises Salzwedel am 11. Dezember 2008: „In Blau ein vom Deckstein eines silbernen Hünengrabes aufspringender silberner Wolf mit schwarzen Krallen und ausgeschlagener roter Zunge, unten eingeschlossen von den Tragsteinen des Hünengrabes drei goldene Ähren, die beiden äußeren mit Halmblatt.“ Zum 1. Juli 2009 schlossen sich der Flecken Apenburg sowie die Gemeinden Altensalzwedel und Winterfeld zum neugebildeten Flecken Apenburg-Winterfeld zusammen. |
| Stadt Arendsee              |        | |
| Gemeinde Binde              |        | Genehmigt durch das Regierungspräsidium Magdeburg am 6. Oktober 2000: „In Grün zwischen zwei aufrechten goldenen Ähren am Halm mit je einem zum Schildrand gekehrten aufrechten Blatt ein aufgeschlagenes goldenes Buch, überhöht von drei aufgerichteten goldenen Kegeln nebeneinander, der mittlere beknauft.“ Zum 1. Januar 2010 wurde die Gemeinde Binde in die Stadt Arendsee (Altmark) eingemeindet. |
| Gemeinde Kaulitz            |        | Gestaltet von Uwe Reipert, genehmigt ????: „Geviert von Silber und Blau; Feld 1: ein linksgekehrter roter Kuhrumpf; Feld 2: drei steigende goldene Ähren balkenweise; Feld 3: drei goldene Kugeln (2:1); Feld 4: ein roter Pferderumpf.“ Zum 1. Januar 2010 wurde die Gemeinde Kaulitz in die Stadt Arendsee (Altmark) eingemeindet. |
| Gemeinde Kläden             |        | Gestaltet von Jörg Mantzsch, genehmigt durch den Landrat des Altmarkkreises Salzwedel am 27. November 2009: „In Silber über drei blauen Wellenleistenstäben im Schildfuß ein ausgerissener grüner Baum, dessen Stamm sich in zwei Hauptäste gabelt, die kranzartig einen silbernen Schild, darin ein golden bewehrter und gezungter roter Adler, einschließen.“ Zum 1. Januar 2010 wurde die Gemeinde Kläden in die Stadt Arendsee (Altmark) eingemeindet. |
| Gemeinde Mechau             |        | , genehmigt ????: „In Grün eine silberne Kirche (Vorderfront) mit spitzbogiger schwarzer Toröffnung und zwei rundbogigen schwarzen Fensteröffnungen; der Turm mit runder schwarzer Öffnung, Sims und beknauftem Runddach. Rechts oben ein steigender, dreiblättriger, goldener Lindenzweig, links oben ein goldenes Rad mit 6 Speichen.“ Zum 1. Januar 2011 wurde die Gemeinde Mechau in die Stadt Arendsee (Altmark) eingemeindet. |
| Gemeinde Beetzendorf        |        | |
| Gemeinde Bandau             |        | Genehmigt ????: „In Blau ein achteckiger, von einer goldenen Kette umschlossener silberner Stein, belegt mit einer blauen Windrose, überhöht von 2 goldenen Windrosen.“ Zum 1. Januar 2009 wurde die Gemeinde Bandau in die Gemeinde Beetzendorf eingemeindet. |
| Gemeinde Jeeben             |        | Genehmigt durch das Regierungspräsidium Magdeburg am 11. Juni 2004: „Von Grün und Schwarz schräglinks geteilt, die Teilung belegt mit silbernem Balken; oben eine silberne Kopfweide, unten eine goldene Garbe aus drei Ähren, der Balken belegt mit drei linksgewendeten blauen Fischen.“ Zum 1. Januar 2009 wurde die Gemeinde Jeeben in die Gemeinde Beetzendorf eingemeindet. |
| Gemeinde Mellin             |        | Genehmigt durch das Regierungspräsidium Magdeburg am 23. Juli 1998: „In Blau eine nach unten offene, oben ein goldenes Tatzenkreuz umschließende silberne Flussschlinge (Mäander), begleitet von vier goldenen Buchenblättern.“ Zum 1. Januar 2009 wurde die Gemeinde Mellin in die Gemeinde Beetzendorf eingemeindet. |
| Gemeinde Tangeln            |        | Gestaltet von Uwe Reipert, genehmigt ????: „In Silber ein grüner Schildhauptpfahl, belegt mit einem silbernen Wellenfaden, beseitet von je einem steigenden grünen Eichenblatt.“ Zum 1. Januar 2009 wurde die Gemeinde Tangeln in die Gemeinde Beetzendorf eingemeindet. |
| Gemeinde Dähre              |        | |
| Gemeinde Lagendorf          |        | Genehmigt ????: „Im grünen, durch eine silbern bordierte schwarze Leiste geteilten Schild oben ein goldener Pflug, unten sieben goldene Scheiben.“ Zum 1. Juli 2009 schlossen sich die bisherigen Gemeinden Bonese, Dähre und Lagendorf zur neugebildeten Gemeinde Dähre zusammen. |
| Hansestadt Gardelegen       |        | |
| Gemeinde Breitenfeld        |        | Gestaltet von Jörg Mantzsch aus Magdeburg, genehmigt durch den Landrat des Altmarkkreises Salzwedel am 31. Januar 2008: „Gespalten von Gold und Rot, zwischen je einer vom Spalt aus schräg gestellten Ähre mit Blatt in verwechselten Tinkturen ein gesenktes Schwert mit silberner Klinge und goldenem Griff mit Knauf und Parierstange.“ Zum 1. Januar 2011 wurde die Gemeinde Breitenfeld in die Hansestadt Gardelegen eingemeindet. |
| Gemeinde Dannefeld          |        | : „.“ Zum 1. Januar 2011 wurde die Gemeinde Dannefeld in die Hansestadt Gardelegen eingemeindet. |
| Gemeinde Jävenitz           |        | Genehmigt durch das Regierungspräsidium Magdeburg am 8. Dezember 1998: „In Grün ein aus dem unteren Schildrand wachsender goldener Hirschrumpf mit zwölfendigem Geweih.“ Zum 1. Januar 2011 wurde die Gemeinde Jävenitz in die Hansestadt Gardelegen eingemeindet. |
| Gemeinde Jeggau             |        | Gestaltet von Jörg Mantzsch, genehmigt durch den Landrat des Altmarkkreises Salzwedel am 16. September 2008: „In Gold ein flugbereiter blauer Phönix mit rotem Schnabel und ausgeschlagener Zunge, aufsteigend aus rotem Feuer und überhöht von drei sechsstrahligen blauen Sternen, der mittlere größer.“ Zum 1. Januar 2011 wurde die Gemeinde Jeggau in die Hansestadt Gardelegen eingemeindet. |
| Gemeinde Jerchel            |        | Gestaltet vom Heraldiker Lutz Döring aus Erdeborn, genehmigt durch das Regierungspräsidium Magdeburg am 5. Mai 2003: „Gespalten von Grün und Gold; vorn am Spalt ein silbernes zwölfspeichiges Rad, hinten ein Wickenzweig mit 12 grünen Blättern und 12 blauen Blüten.“ Zum 1. Januar 2011 wurde die Gemeinde Jerchel in die Hansestadt Gardelegen eingemeindet. |
| Gemeinde Kassieck           |        | Genehmigt am 14. Juni 2001: „Gespalten von Gold und Grün; vorn eine steigende grüne Hopfenranke mit vier Blättern und vier Dolden, hinten eine geschwungene ausgerissene goldene Eiche mit fünf Blättern und vier Eicheln.“ Zum 1. Januar 2011 wurde die Gemeinde Kassieck in die Hansestadt Gardelegen eingemeindet. |
| Gemeinde Letzlingen         |        | Gestaltet von Jörg Mantzsch, genehmigt 1996: „Gespalten von Grün und Silber, vorn ein gezinnter silberner Turm mit zwei pfahlweise angeordneten Fensteröffnungen, hinten eine fünfendige rote Geweihstange.“ Zum 1. Januar 2011 wurde die Gemeinde Letzlingen in die Hansestadt Gardelegen eingemeindet. |
| Gemeinde Lindstedt          |        | Gestaltet vom Magdeburger Staatsarchivrat Otto Korn (1898–1955), genehmigt durch den Oberpräsidenten der Provinz Sachsen am 29. August 1939: „In Gold drei (2:1) schwarze Wolfsangeln.“ Zum 1. Januar 2011 wurde die Gemeinde Lindstedt in die Hansestadt Gardelegen eingemeindet. |
| Gemeinde Mieste             |        | Gestaltet von Uwe Reipert, genehmigt ????: „In Grün ein stehender golden bewehrter silberner Reiher zwischen zwei im Wellenschnitt gespaltenen Flanken, die vordere von Schwarz und Gold, die hintere von Gold und Schwarz.“ Zum 1. Januar 2011 wurde die Gemeinde Mieste in die Hansestadt Gardelegen eingemeindet. |
| Gemeinde Miesterhorst       |        | Gestaltet von Erika Fiedler aus Magdeburg, genehmigt durch das Regierungspräsidium Magdeburg am 7. Juli 1997: „In Silber auf grünem Rasen überblauem Wellenschildgrund eine grüne Eiche mit acht goldenen Früchten, der Stamm beseitet von zwei aufrechten, einander zugekehrten grünen Ähren mit schwarzen Grannen und je zwei Blättern am Halm..“ Zum 1. Januar 2011 wurde die Gemeinde Miesterhorst in die Hansestadt Gardelegen eingemeindet. |
| Gemeinde Peckfitz           |        | Gestaltet von Jörg Mantzsch aus Magdeburg, genehmigt durch den Landrat des Altmarkkreises Salzwedel am 16. Mai 2008: „In Silber auf grünem Schildfuß eine rote Kirche, im spitzbedachten Turm mit schwarzem Turmkreuz eine Türöffnung und pfahlweise zwischen zwei Fensteröffnungen ein kleinerer runder Durchbruch, das Schiff mit schwarzem Fachwerk und zwei Fensteröffnungen, am linken Schildrand eine rechtshalbe grüne Eiche, der Schildfuß belegt mit einem silbernen Schild, darin ein golden bewehrter schwarzer Adler, und beidseits des Schildes je einem silbernen Klingelbeutel mit goldenem Griffstück.“ Zum 1. Januar 2011 wurde die Gemeinde Peckfitz in die Hansestadt Gardelegen eingemeindet. |
| Gemeinde Potzehne           |        | Gestaltet von Jörg Mantzsch, genehmigt 1996: „In Grün drei silberne Ähren mit Grannen.“ Zum 1. Januar 2011 wurde die Gemeinde Potzehne in die Hansestadt Gardelegen eingemeindet. |
| Gemeinde Roxförde           |        | Gestaltet von Jörg Mantzsch, genehmigt 1996: „In Gold ein schwarzer springender Eber mit roter Bewehrung vor einer grünen bewurzelten Eiche mit schwarzen Eicheln.“ Zum 1. Januar 2010 wurde die Gemeinde Roxförde in die Hansestadt Gardelegen eingemeindet. |
| Gemeinde Sichau             |        | Gestaltet von Jörg Mantzsch, genehmigt durch den Landrat des Altmarkkreises Salzwedel am 13. Juli 2009: „In Gold ein rotes Pulverhorn mit Deckel, an seinem Tragriemen von einem querliegenden grünen Schlehenzweig mit blauen Früchten herabhängend, zwischen Zweig und Horn drei (2:1) kantenwürfelförmige blaue Kristalle mit silberner Facettierung.“ Zum 1. Januar 2011 wurde die Gemeinde Sichau in die Hansestadt Gardelegen eingemeindet. |
| Gemeinde Zichtau            |        | Genehmigt durch den Landrat des Altmarkkreises Salzwedel am 11. April 2005: „In Silber auf grünem Hügel eine mit einem Herzschild belegte grüne Kastanie. Herzschild: In Gold zwei rote Balken, der obere belegt mit zwei silbernen Rosen, der untere mit einer silbernen Rose (Wappen des Geschlechts von Alvensleben).“ Zum 1. Januar 2010 wurde die Gemeinde Zichtau in die Hansestadt Gardelegen eingemeindet. |
| Gemeinde Jübar              |        | |
| Gemeinde Hanum              |        | Gestaltet von Karl Müller aus Salzwedel, genehmigt durch das Regierungspräsidium Magdeburg am 29. März 1999: „In Rot – überhöht von einem silbernen Wellenleistenstab – sieben silberne Häuser, hufeisenförmig gruppiert um ein silbernes Haus vor einem spitzbedachten silbernen Turm; alle Häuser mit Satteldach und geschlossenem Rundbogentor; im Schildgrund vor der Hufeisenöffnung eine silberne Blüte mit fünf Blättern (2:3) und rotem Butzen.“ Zum 1. Januar 2010 schlossen sich die bisherigen Gemeinden Bornsen, Hanum, Jübar, Lüdelsen und Nettgau zur neugebildeten Gemeinde Jübar zusammen. |
| Gemeinde Jübar              |        | Gestaltet vom Grafiker Karl Müller aus Salzwedel, genehmigt durch das Ministerium des Innern am 15. Dezember 1992: „In Silber aus grünem Schildfuß wachsender grüner Lindenbaum mit schwarzem Stamme, rechts oben begleitet von einem schwarzbewehrten roten Adler.“ Zum 1. Januar 2010 schlossen sich die bisherigen Gemeinden Bornsen, Hanum, Jübar, Lüdelsen und Nettgau zur neugebildeten Gemeinde Jübar zusammen. Diese führt in Rechtsnachfolge das vorgenannte Wappen weiter, genehmigt durch den Landrat des Altmarkkreises Salzwedel am 11. Mai 2010. |
| Gemeinde Lüdelsen           |        | Gestaltet von Erika Fiedler aus Magdeburg, genehmigt durch das Regierungspräsidium Magdeburg am 30. Juni 1997: „In Grün ein mit einem schwarzen Mühlrad belegter silberner Balken; oben ein querliegender silberner Schlüssel, unten ein silbernes Hünengrab.“ Zum 1. Januar 2010 schlossen sich die bisherigen Gemeinden Bornsen, Hanum, Jübar, Lüdelsen und Nettgau zur neugebildeten Gemeinde Jübar zusammen. |
| Gemeinde Nettgau            |        | Gestaltet vom Archivar Andreas Rohloff aus Magdeburg, genehmigt durch den Landrat des Altmarkkreises Salzwedel am 10. Dezember 2009: „In Silber auf erhöhtem grünen Schildfuß drei Eichen mit schwarzen Stämmen und ineinander übergehenden grünen Kronen, im Schildfuß ein natürliches silbernes Hünengrab.“ Zum 1. Januar 2010 schlossen sich die bisherigen Gemeinden Bornsen, Hanum, Jübar, Lüdelsen und Nettgau zur neugebildeten Gemeinde Jübar zusammen. |
| Stadt Kalbe (Milde)         |        | |
| Gemeinde Vienau             |        | Genehmigt durch das Regierungspräsidium Magdeburg am 9. Oktober 2000: „Über erhöhter, flacher goldener Spitze von Blau und Grün gespalten; vorn ein schräglinker schwarz konturierter silberner Fisch mit einer Rückenflosse und zwei Bauchflossen, hinten zwei schrägrechts gestaffelte goldene Ähren am Halm mit schwarzen Grannen; unten ein hängender grüner Hopfentrieb mit zwei zu den Schildrändern gekehrten Blättern und vier gestielten Dolden nebeneinander.“ Zum 1. Januar 2010 schlossen sich die Stadt Kalbe (Milde) sowie die Gemeinden Brunau, Engersen, Jeetze, Kakerbeck, Packebusch und Vienau zur neugebildeten Stadt Kalbe (Milde) zusammen.                                                 |
| Stadt Klötze                |        | |
| Gemeinde Dönitz             |        | Genehmigt am 9. Februar 1994 durch das Regierungspräsidium Magdeburg: „Von Rot und Silber (Weiß) gespalten mit einem von drei jungen Trieben beblätterten Baumstumpf in gewechselten Farben.“ Zum 1. Januar 2010 wurde die Gemeinde Dönitz in die Stadt Klötze eingemeindet. |
| Gemeinde Immekath           |        | Genehmigt durch den Landrat des Altmarkkreises Salzwedel am 17. November 2009: „In Grün ein goldener Bienenkorb überhöht von zwei fliegenden goldenen Bienen mit silbernen Flügeln.“ Zum 1. Januar 2010 wurde die Gemeinde Immekath in die Stadt Klötze eingemeindet. |
| Gemeinde Jahrstedt          |        | Gestaltet von Uwe Reipert, genehmigt ????: „Das Wappen der Gemeinde zeigt: „In Gold aus grünem mit silbernem, Schwarz konturiertem Wellenbalken belegtem Schildfuß wachsenden 3 schwarze Rohrkolben mit grünen Stängeln und Blättern in einem wachsenden, schwarzen, golden gefugten Torbogen.“ Die Farben der Gemeinde sind Schwarz-Gelb.“ Zum 1. Januar 2010 wurde die Gemeinde Jahrstedt in die Stadt Klötze eingemeindet. |
| Gemeinde Kunrau             |        | Gestaltet von Ernst Albrecht Fiedler, genehmigt durch das Regierungspräsidium Magdeburg am 15. Juli 1999: „In Gold ein aufsteigendes schwarzes Pferd; rechts eine grüne Flanke, pfahlweise belegt mit einem golden bebutzten silbernen Gänseblümchen zwischen zwei aufsteigenden silbernen Weidenblättern.“ Zum 1. Januar 2010 wurde die Gemeinde Kunrau in die Stadt Klötze eingemeindet. |
| Gemeinde Neuendorf          |        | Genehmigt durch das Regierungspräsidium Magdeburg am 13. Juni 2002: „in Blau vier goldene fächerartig gestellte schwebende Ähren über einem erhöhten sechsmal wellenförmig von Silber und Blau geteilten Wellenschildfuß.“ Zum 1. Januar 2010 wurde die Gemeinde Neuendorf in die Stadt Klötze eingemeindet. |
| Gemeinde Neuferchau         |        | Gestaltet von Erika Fiedler, genehmigt durch das Regierungspräsidium Magdeburg am 18. August 1995: „In Silber ein grüner Maulbeerzweig mit zwei roten Früchten; im grünen Schildfuß ein silberner Pflug.“ Zum 1. Januar 2010 wurde die Gemeinde Neuferchau in die Stadt Klötze eingemeindet. |
| Gemeinde Schwiesau          |        | Gestaltet von Uwe Reipert, genehmigt ????: „Das Wappen der Gemeinde Schwiesau zeigt im schwarzen, golden flankierten Schild eine steigende, nach links gewendete, golden bekrönte und bezungte silberne Schlange; die Schildflanken belegt mit je einem blühenden roten Mohnstengel.“ Zum 1. Januar 2010 wurde die Gemeinde Schwiesau in die Stadt Klötze eingemeindet. |
| Gemeinde Steimke            |        | Gestaltet von Uwe Reipert, genehmigt ????: Das Wappen der Gemeinde zeigt: „Im goldenen Schild mit schwarz/silbernem Sparrenbord eine entwurzelte schwarze Eiche mit grünen Blättern und Früchten über blauer Wellenleiste.“ Zum 1. Januar 2010 wurde die Gemeinde Steimke in die Stadt Klötze eingemeindet. |
| Gemeinde Wenze              |        | Gestaltet von Uwe Reipert, genehmigt ????: „In Grün eine schwarz konturierte silberne Kirche mit schwarzer Türöffnung und 3 schwarzen Fensteröffnungen; begleitet rechts von einem schwarz konturierten silbernen Wellenstab, links oben von 3 gebundenen goldenen Ähren.“ Zum 1. Januar 2010 wurde die Gemeinde Wenze in die Stadt Klötze eingemeindet. |
| Gemeinde Kuhfelde           |        | |
| Gemeinde Kuhfelde           |        | Gestaltet von Uwe Reipert, genehmigt ????: „In Grün eine erhöhte eingebogene silberne Spitze, vom unteren Schildrand aus belegt mit einem roten Stufengiebel mit zwei tagbeleuchteten Rundbogenfensteröffnungen nebeneinander, oben rechts begleitet von einem schwebenden silbernen Kuhkopf, links von einem schwebenden silbernen Schild, darin ein schwebendes Tatzenkreuz mit Nagelspitzfuß.“ Zum 1. Juli 2009 schlossen sich die bisherigen Gemeinden Kuhfelde, Püggen, Siedenlangenbeck und Valfitz zur neugebildeten Gemeinde Kuhfelde zusammen. |
| Gemeinde Siedenlangenbeck   |        | Gestaltet von Uwe Reipert, genehmigt ????: „In Grün eine silberne Windmühle mit 6 (3:3) pfahlweise gestellten schwarzen Fensteröffnungen und goldenen Flügeln, begleitet von je einem silbernen Pflugschar, im goldenen Schildfuß ein blauer Wellenbalken.“ Zum 1. Juli 2009 schlossen sich die bisherigen Gemeinden Kuhfelde, Püggen, Siedenlangenbeck und Valfitz zur neugebildeten Gemeinde Kuhfelde zusammen. |
| Gemeinde Rohrberg           |        | |
| Gemeinde Ahlum              |        | Gestaltet von Uwe Reipert, genehmigt durch das Regierungspräsidium Magdeburg am 1. April 1997: „Geteilt in Grün über Silber mit Spitze in verwechselten Farben; die Spitze oben begleitet von je einem aufrechten silbernen Eichenzweig mit 3 Blättern und 2 gestielten steigenden Früchten; im unteren Teil der Spitze ein silbernes Großsteingrab, überhöht von einer silbernen Kette.“ Zum 1. Juli 2009 schlossen sich die bisherigen Gemeinden Ahlum, Bierstedt und Rohrberg zur neugebildeten Gemeinde Rohrberg zusammen. |
| Stadt Salzwedel             |        | |
| Gemeinde Langenapel         |        | Gestaltet von Uwe Reipert, genehmigt am 2. September 2002: „In dem durch einen silbernen, mit blauer Wellenleiste belegten linken Schrägbalken geteilten roten Schild oben eine goldene Pflugschar, unten ein goldenes Ahornblatt.“ Zum 1. Januar 2010 wurde die Gemeinde Langenapel in die Stadt Salzwedel eingemeindet. |
| Gemeinde Stappenbeck        |        | Gestaltet von Uwe Reipert, genehmigt am 16. Juli 1999: „.“ Zum 1. Januar 2005 wurde die Gemeinde Stappenbeck in die Stadt Salzwedel eingemeindet. |
| Gemeinde Wallstawe          |        | |
| Gemeinde Ellenberg          |        | Gestaltet von Uwe Reipert, genehmigt ????: „In Blau auf gewölbtem, mit fünf steigenden grünen Eichenblättern belegtem goldenen Schildfuß einen schreitenden silbernen Hirsch mit zehnendigem goldenen Geweih und goldenen Hufen.“ Zum 1. Juli 2009 schlossen sich die bisherigen Gemeinden Ellenberg, Gieseritz und Wallstawe zur neugebildeten Gemeinde Wallstawe zusammen. |
| Gemeinde Wallstawe          |        | Gestaltet von Uwe Reipert, genehmigt ????: „Unter goldenem Schildhaupt im Zinnenschnitt in Rot ein silberner Wellenbalken, darüber ein silbernes Mühlrad, begleitet rechts und links von je einem silbernen Eichenblatt.“ Zum 1. Juli 2009 schlossen sich die bisherigen Gemeinden Ellenberg, Gieseritz und Wallstawe zur neugebildeten Gemeinde Wallstawe zusammen. |

## Historische Wappen
| Stadt oder Gemeinde | Wappen | Kommentare |
| ------------------- | ------ | --- |
| Stadt Klötze        |        | In den 1950er Jahren wurde die Farbe von Grün auf Naturfarbe geändert, was 2001 wieder rückgängig gemacht wurde: „In Silber ein natürlicher Eichenstumpf mit Blättern und abgeschnittenen Wurzeln.“ |